# 山珠豆
山珠豆（学名：Centrosema pubescens），又名距瓣豆，为豆科山珠豆属下的一个种。